# زانگه‌زور

نقشه منطقه وسیعتر قره‌باغ با زانه‌گزور در آن به رنگ قرمز.

'زَانگه‌زور منطقه‌ای تاریخی و جغرافیایی در ارمنستان شرقی است. زانگه‌زور در دامنه‌های کوه‌های زانگه‌زور جای گرفته و امروزه عمدتاً با استان سیونیک در جمهوری ارمنستان مطابقت دارد. زانگه‌زور در عهدنامه گلستان در سال ۱۸۱۳ توسط ایران قاجاری به روسیه تزاری واگذار شد. در زمان اتحاد جماهیر شوروی، مناطق گوریس، کاپان، مغری و سیسیان اتحاد جماهیر شوروی ارمنستان در محدوده زانگه‌زور قرار داشت که در سال ۱۹۹۵ بخشی از استان سیونیک ارمنستان شدند.

## نام
بر پایه داستان‌های محلی یک شاهزاده زانگه‌زوری به مردمش فرمان داد تا گنج‌هایشان را بر سر کوه‌های آن سامان خاک کنند تا به‌دست مهاجمان بیگانه نیفتد. گنج را به زبان ارمنی گانز و سر کوه را سار می‌نامند که هردو واژه‌هایی از فارسی است؛ بنابراین نام این کوه‌ها گانزسار یا همان گنج سر شد که بعدها به گونه زانگه‌زور درآمد. بسیاری از نام‌های دیگر قدیمی آبادی‌های این منطقه نام‌های ایرانی بوده‌اند که بیشترشان به پسوند -وان ختم می‌شده‌اند. -وان یک پسوند ایرانی است به معنای جا و محل. این پسوند را در نام‌هایی مانند شیروان، کندوان (جای کندوها)، لیقوان، سراوان، شیشوان، نخجوان و غیره هم مشاهده می‌کنیم. برای مثال نام اصلی شهر کاجاران ارمنستان هم نام ایرانی گجوان (تلفظ: گَه جِه وان) بوده که بعداً به کاجاران ارمنی بمعنی جایگاه دلیران تغییر یافته است.
براساس روایتی دیگر، در منطقه یک کلیسای قدیمی به نام صومعه تاتو وجود دارد که ناقوسی بزرگ دارد. وقتی تیمور لنگ می‌خواست منطقه را تسخیر کند، به او گفتند که این ناقوس مردم را با خبر می‌کند و مانع است؛ بنابراین او خرابکارانی فرستاد. چون صبح شد و مغولان زنگ را بنواختند تا مردم به میدان درآیند. مردم مغولان را حاکم دیدند، به هم گفتند زنگ زور زده شده است!

## تاریخ

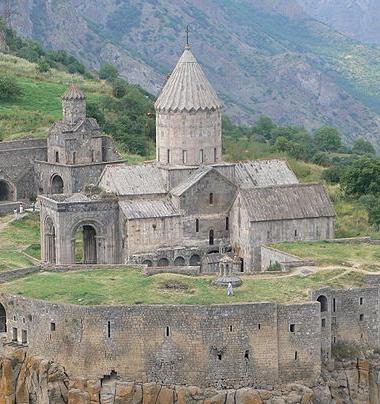
صومعه تاتو، سده‌های دهم تا سیزدهم میلادی.

از نظر تاریخی زانگه‌زور بخش جنوبی استان باستانی ارمنستان سیونیک بوده است. «آ. ردگیت» اشاره می‌کند که کشف یک سکه آتنی قرن ششم قبل از میلاد در زانگه‌زور نشان‌دهنده وجود روابط تجاری بین ارمنستان و آسیای صغیر است. کتیبه‌هایی از پادشاه ارمنستان بزرگ آرتاش یکم (۱۸۹–۱۶۰ قبل از میلاد) در قلمرو زانگه‌زور یافت شده است. در آغاز قرن چهارم سیونیک به همراه سایر استان‌های ارمنستان به مسیحیت گرویدند.[۱۳] از دوازده گاور (منطقه) سیونیک، هفت گاور در داخل زانگه‌زور قرار داشت (چاغوک، آقاخچک، گابند، بگک یا بالک، دزرک، آرویک و کوساکان).
در آغاز قرن پنجم، مسروپ ماشتوتس، دانشمند و آموزگار ارمنی، در اینجا فعالیت‌های موعظه و آموزشی انجام داد. زانگه‌زور از سال ۴۲۸ تا آغاز قرن هفتم بخشی از استان ارمنی ایران بود. در اواسط قرن هفتم، زانگه‌زور به همراه کل ارمنستان به تصرف اعراب درآمد. در پایان قرن نهم، زانگه‌زور، به عنوان بخشی از سیونیک، بخشی از پادشاهی باگراتی (بَغ‌داده‌ای) ارمنستان شد. منطقه زانگه‌زور بعداً بخشی از پادشاهی سیونیک شد (این به این دلیل بود که در سال‌های ۹۷۰–۹۸۰ مرکز سیاسی منطقه سیونیک شروع به حرکت به سمت جنوب، به گاور بالک) کرد.
در سال ۱۱۷۰ پادشاهی سیونیک از سلجوقیان شکست خورد. پس از اخراج سلجوقیان، یک شاهزاده ارمنی تحت حکومت اوربلیان در این قلمرو وجود داشت (در سال ۱۲۳۶ قدرت مغولان را به رسمیت شناختند). سلطنت او در نیمه اول قرن پانزدهم در نتیجه تهاجمات متعدد خان توختامیش، تیمور لنگ، قبایل ترکمن قره‌قویونلو و شاهرخ تیموری سقوط کرد.

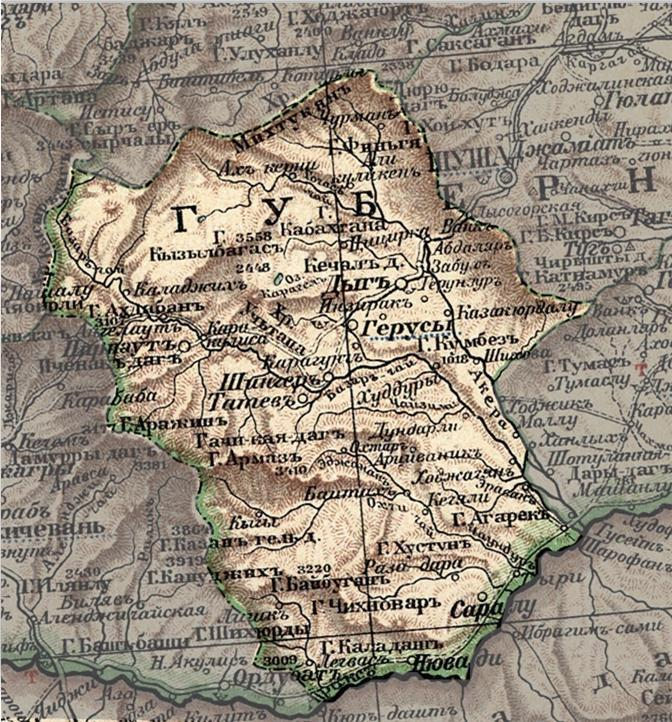
نقشه ناحیه زانگه‌زور، یکم ژانویه ۱۹۰۳.

در قرن پانزدهم، زانگه‌زور تحت حاکمیت کنفدراسیون قره‌قویونلو (از قبایل کوچ‌نشین ترک)، و بعداً تحت حاکمیت آق‌قویونلوها قرار گرفت. تسلط ایلخانان مغول و به ویژه فاتحان ترکمن قره‌قویونلو و آق‌قویونلو عواقب بسیار سنگینی داشت: نیروهای مولد از بین رفتند، بخشی از مردم غارت و نابود شدند و بسیاری از آثار فرهنگی ویران شدند. اراضی از مردم محلی گرفته شد و عشایر تازه‌وارد در آن‌ها اسکان داده شدند و بخشی از جمعیت ارمنی مجبور به مهاجرت از سرزمین‌های تاریخی خود شدند.
در قرن شانزدهم، زانگه‌زور بخشی از بیگلربیگی تبریز دولت صفوی ایران و از نیمه دوم قرن هجدهم بخشی از خانات قره‌باغ شد. در طول قرون ۱۶–۱۷، ملک‌های فئودال ارمنی در زانگه‌زور، همراه با قره‌باغ و لوری به حیات خود ادامه دادند. در سده‌های هفدهم تا هجدهم، زانگه‌زور و برخی مناطق همجوار به منطقه مبارزه آزادی‌بخش ارامنه علیه امپراتوری عثمانی تبدیل شد. در سال ۱۷۲۲ قیام ارامنه در زانگه‌زور و قره‌باغ آغاز شد. چند سال بعد، ارمنیان به رهبری داوید بک، مخیتر بیک و ترآوتیس با مهاجمان عثمانی جنگیدند. شاه طهماسب دوم، شاه ایران، اقتدار داوود بیک را بر این منطقه به رسمیت شناخت. بر اساس عهدنامه گلستان ۱۸۱۳، زانگه‌زور از ایران جدا به امپراتوری روسیه واگذار شد. در ۲۵ ژانویه ۱۸۶۸، زمانی که استان الیزاوت ایجاد شد، شهرستان زانگه‌زور از بخشی از ناحیه شوشی در استان باکو و ناحیه اردوباد در استان ایروان تشکیل شد.

## منطقه در سده‌های بیستم و بیست‌ویکم
پس از انقلاب اکتبر ۱۹۱۷ و ایجاد و فروپاشی جمهوری فدرال دموکراتیک قفقاز جنوبی، اختلافاتی بین جمهوری‌های تازه‌تأسیس ارمنستان و آذربایجان بر سر مالکیت تعدادی از مناطق با جمعیت مختلط، از جمله زانگه‌زور، به‌وجود آمد که درگیری‌های شدیدی نیز بین دو طرف در زانگه‌زور را به دنبال داشت.
آندرانیک اوزانیان، فرمانده نظامی ارمنی که با مداخله‌گران بریتانیا و دولت ارمنستان وارد درگیری شده‌بود، گروه خود را از زانگه‌زور به اچمیادزین عقب کشید و در آوریل ۱۹۱۹ این گروه نظامی را منحل کرد. در سپتامبر ۱۹۱۹، پس از عقب‌نشینی نیروهای انگلیسی، گارگین نژده به عنوان فرمانده دفاع از جنوب زانگه‌زور (کاپان) و پوغوس ترداوتیان به عنوان سرپرست دفاع در بخش شمالی (سیسیان) منصوب شدند. در نوامبر، در نزدیکی گریوسی (گوریس)، نیروهای ارمنی موفق شدند حمله آذربایجان را متوقف کنند و پس از آن اقدام به ضد حمله کردند.
در ۲۷ آوریل ۱۹۲۰ واحدهای لشکر یازدهم ارتش سرخ از مرز جمهوری دمکراتیک آذربایجان عبور کرده و در ۲۸ آوریل وارد باکو شدند و در اینجا جمهوری سوسیالیستی شوروی آذربایجان اعلام شد. در ۱۰ اوت ۱۹۲۰ قراردادی بین جمهوری اول ارمنستان و جمهوری فدراتیو سوسیالیستی روسیه شوروی منعقد شد که بر اساس آن نیروهای شوروی به مناطق مورد مناقشه (قره‌باغ، زانگه‌زور و نخجوان) اعزام شدند تا تا زمان حل و فصل اختلافات ارضی در آن نقاط بمانند. پس از امضای قرارداد، ژنرال دراستامات کانایان که فرماندهی نیروهای ارمنی در زانگه‌زور را برعهده داشت، زانگه‌زور را ترک کرد، اما دستیاران وی - فرمانده منطقه کاپان، گارگین نژده و فرمانده منطقه سیسیان، پوغوس ترداوتیان - از بیم تسلیم زانگه‌زور به آذربایجان شوروی از به‌رسمیت شناختن این قرارداد خودداری کردند.
در این مرحله گروه‌های داشناک جنگی پارتیزانی را علیه نیروهای شوروی و واحدهای ترکیه‌ای متحد آن‌ها آغاز کردند. در اوایل اکتبر ۱۹۲۰، یک قیام گسترده علیه قدرت شوروی در منطقه آغاز شد. ترداوتیان به زودی در نبرد با ارتش سرخ جان باخت و نژده به تنهایی رهبری خیزش را بر عهده داشت. در پایان آبان ماه، دو تیپ از لشکر یازدهم ارتش سرخ و چند گردان ترک (در مجموع ۱۲۰۰ سرباز ترک) از شورشیان شکست خوردند و زانگه‌زور به‌طور کامل به کنترل شورشیان درآمد.
در ۲۵ دسامبر، کنگره‌ای که در صومعه تاتِو برگزار شد، «جمهوری خودمختار سیونیک» را اعلام کرد که در واقع ریاست آن را نژده بر عهده داشت و او عنوان باستانی «اسپاراپِت» (فرمانده کل) را برای خود برگزید. پس از آن، نژده نیز قدرت خود را به بخشی از قره‌باغ کوهستانی گسترش داد و به شورشیان فعال در آنجا پیوست. در همین حال، در ۲۹ نوامبر ۱۹۲۰، تسلط شوروی بر ارمنستان اعلام شد و پس از آن بود که در ۳۰ نوامبر، مقامات آذربایجان شوروی، با اعلام قصد خود برای پایان دادن به اختلافات ارضی، با گنجاندن زانگه‌زور در جمهوری تازه‌تأسیس ارمنستان شوروی موافقت کردند.
در دسامبر ۱۹۲۰، قراردادی بین جمهوری فدراتیو سوسیالیستی روسیه شوروی و ارمنستان منعقد شد که بر اساس آن زانگه‌زور به جمهوری شوروی سوسیالیستی ارمنستان واگذار شد. پس از شکست قیام فوریه در مرکز ارمنستان، بخشی از شورشیان به سمت زانگه‌زور حرکت کردند و به دسته‌های نژده پیوستند. در ۲۷ آوریل ۱۹۲۱ در قلمرو تحت کنترل شورشیان، یک جمهوری به نام «جمهوری ارمنستان کوهستانی» اعلام شد که در آن نژده مناصب نخست‌وزیری، وزیر جنگ و وزیر امور خارجه را به عهده گرفت.
درپی آن‌که یگان‌های ارتش سرخ آرایش تهاجمی به‌خود گرفتند، در ۹ ژوئیه ۱۹۲۱، نژده با کسب ضمانت‌هایی از رهبری ارمنستان شوروی مبنی بر حفظ زانگه‌زور به عنوان بخشی از ارمنستان، همراه با شورشیان باقی‌مانده به ایران رفت.
بر اساس سرشماری کشاورزی سال ۱۹۲۲، جمعیت بخشی از ناحیه زانگه‌زور که از اتحاد جماهیر شوروی ارمنستان جدا شد، ۶۳۵۳۳ هزار نفر شامل ۵۶۸۸۶ هزار نفر ارمنی (۸۹٫۵٪)، ۶۴۶۴ هزار نفر تاتار (آذربایجانی) (۱۰٫۲٪) و ۱۸۲ نفر روس (۰٫۳٪) بود.
تنش دوباره در روابط قومیتی در این منطقه بار دیگر در اواخر دهه ۱۹۸۰ و در پس‌زمینه مناقشه قره‌باغ رخ داد که طی آن، همزمان با گریز ارمنی‌ها از جمهوری آذربایجان به ارمنستان، تمامی آذربایجانی‌های ساکن زانگه‌زور و سایر مناطق ارمنستان نیز به آذربایجان گریختند.
در زمان شوروی راه‌آهن اردوباد - آگاراک - مغری - منجیوان و کاپان - زنگلان - مینجیوان از قلمرو زانگه‌زور می‌گذشت. ارتباط راه‌آهن در این بخش با آغاز جنگ اول قره‌باغ قطع شد. ارتباط زمینی نخجوان با آذربایجان از طریق ارمنستان نیز قطع شد.

## نگارخانه

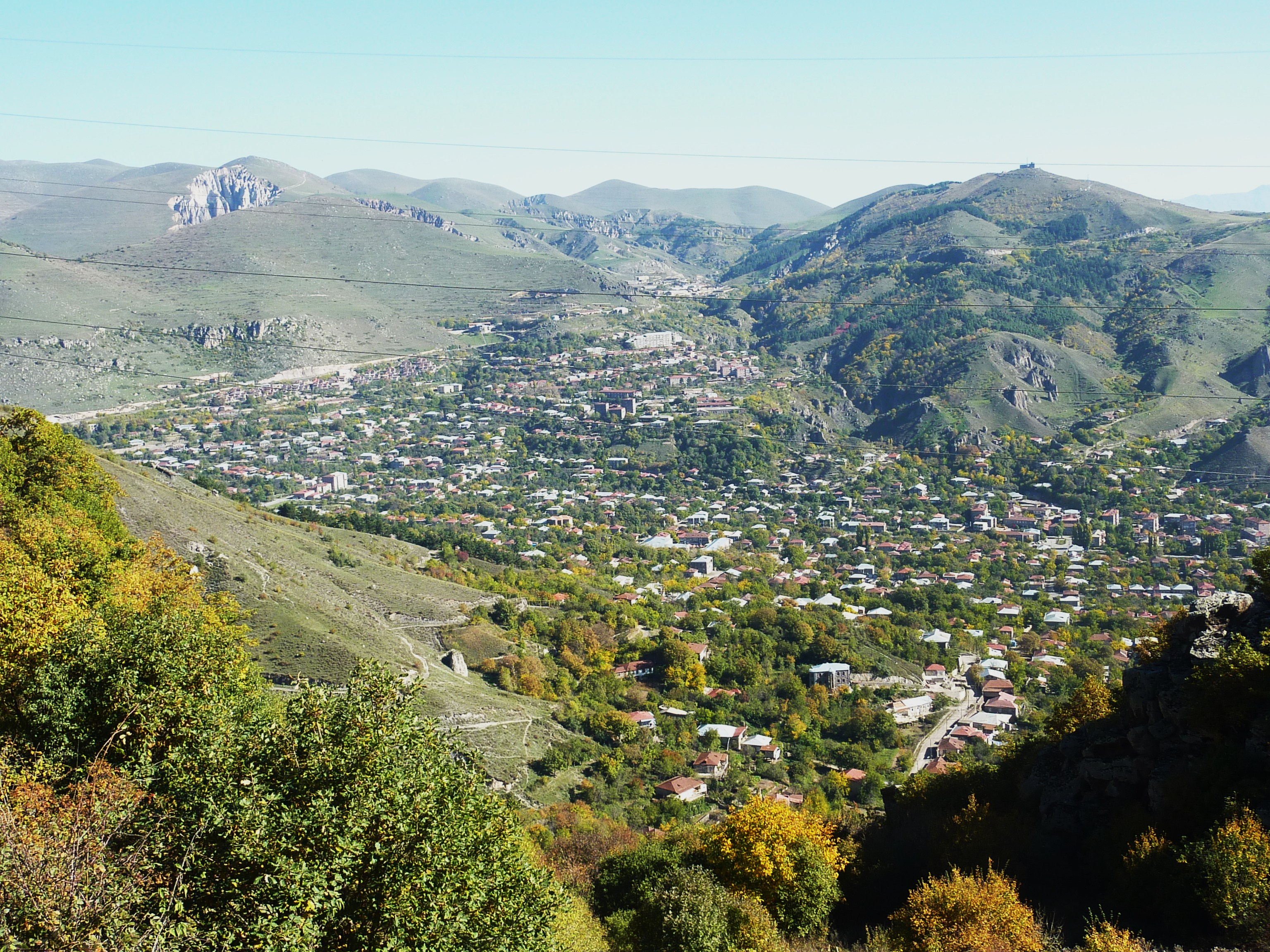
شهر گوریس
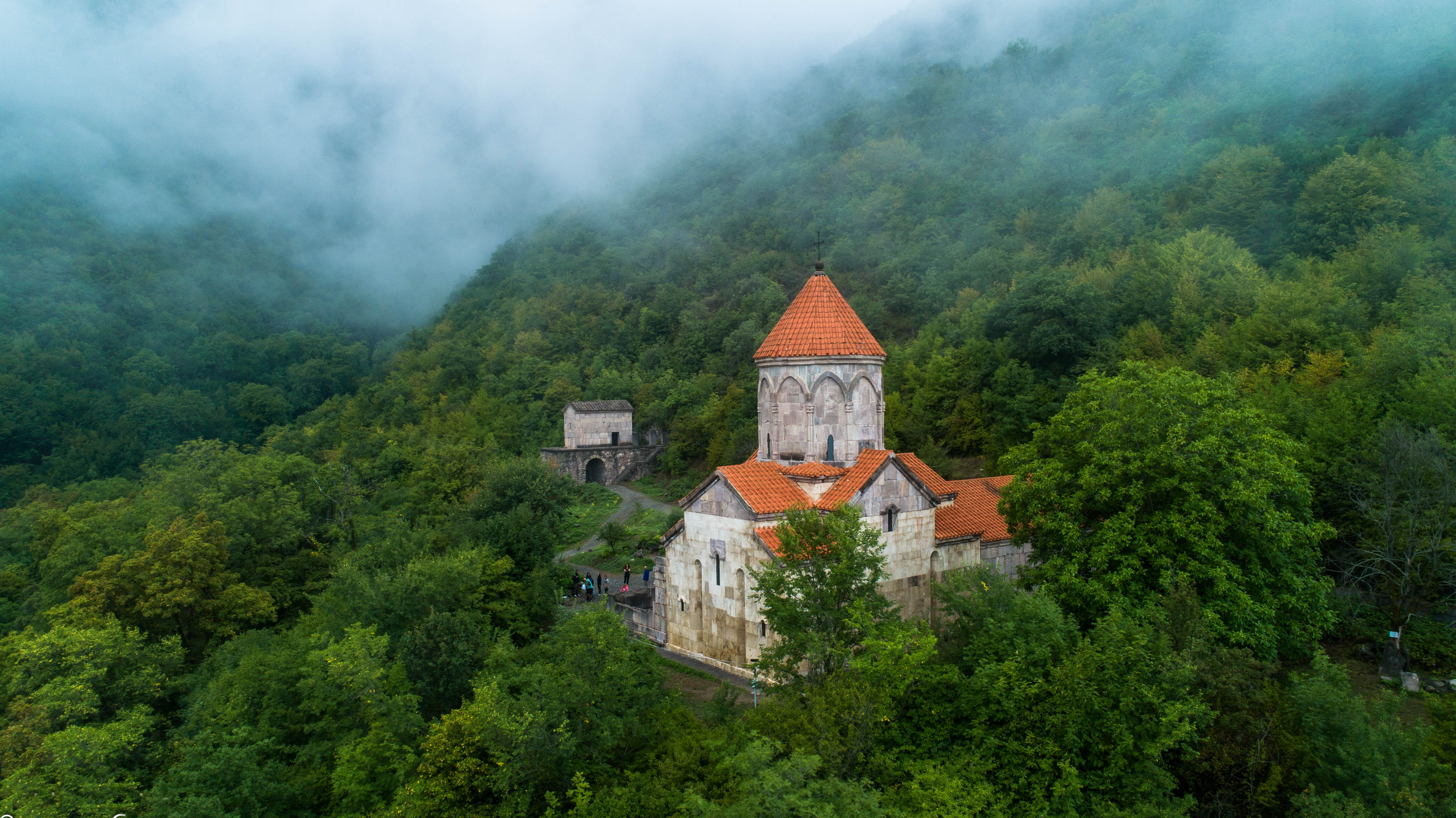
واهاناوانک، سده‌های ده و یازده
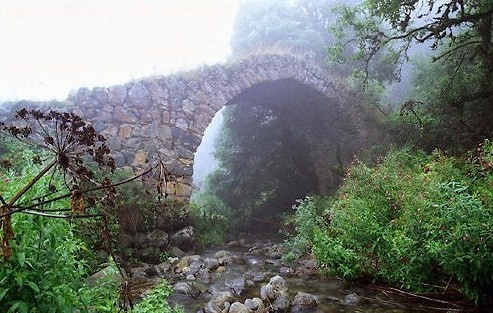
پلی از سده‌های ۴ تا ششم در نزدیکی کاپان
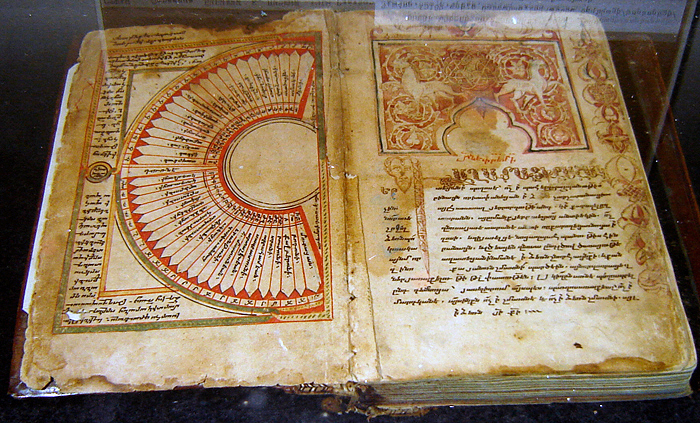
دست‌نوشته ارمنی سده سیزدهمی از زانگه‌زور
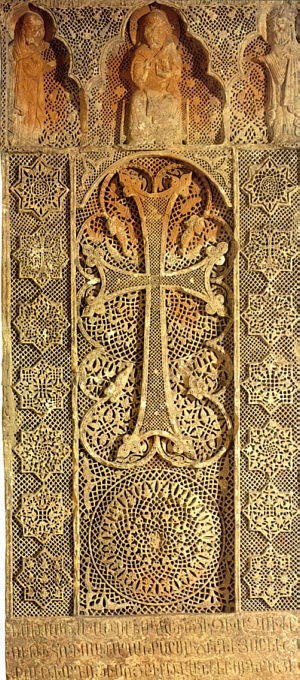
چلیپاسنگ ساخته مومیک، معمار ارمنی، ۱۳۰۶ میلادی
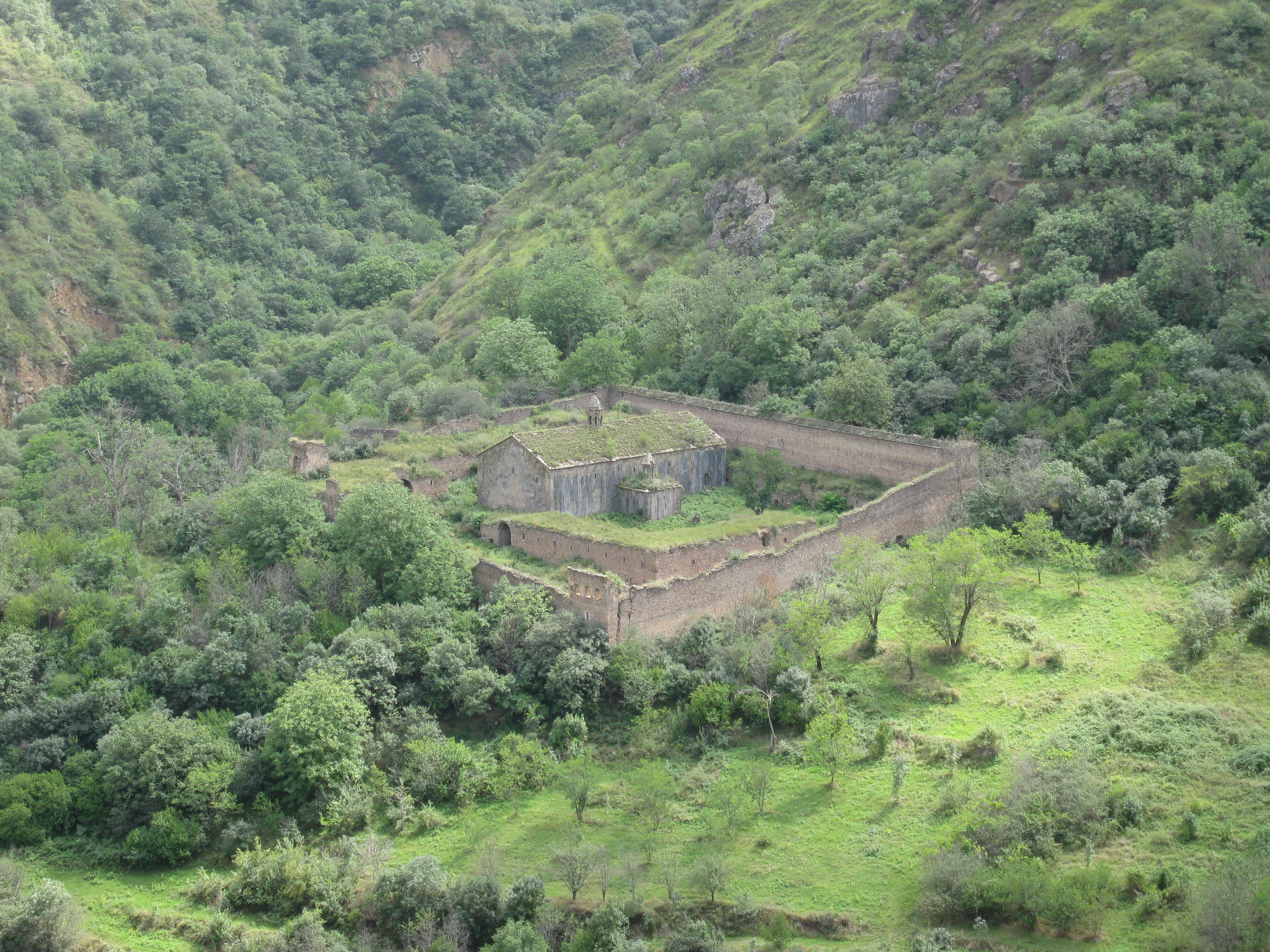
تاتو
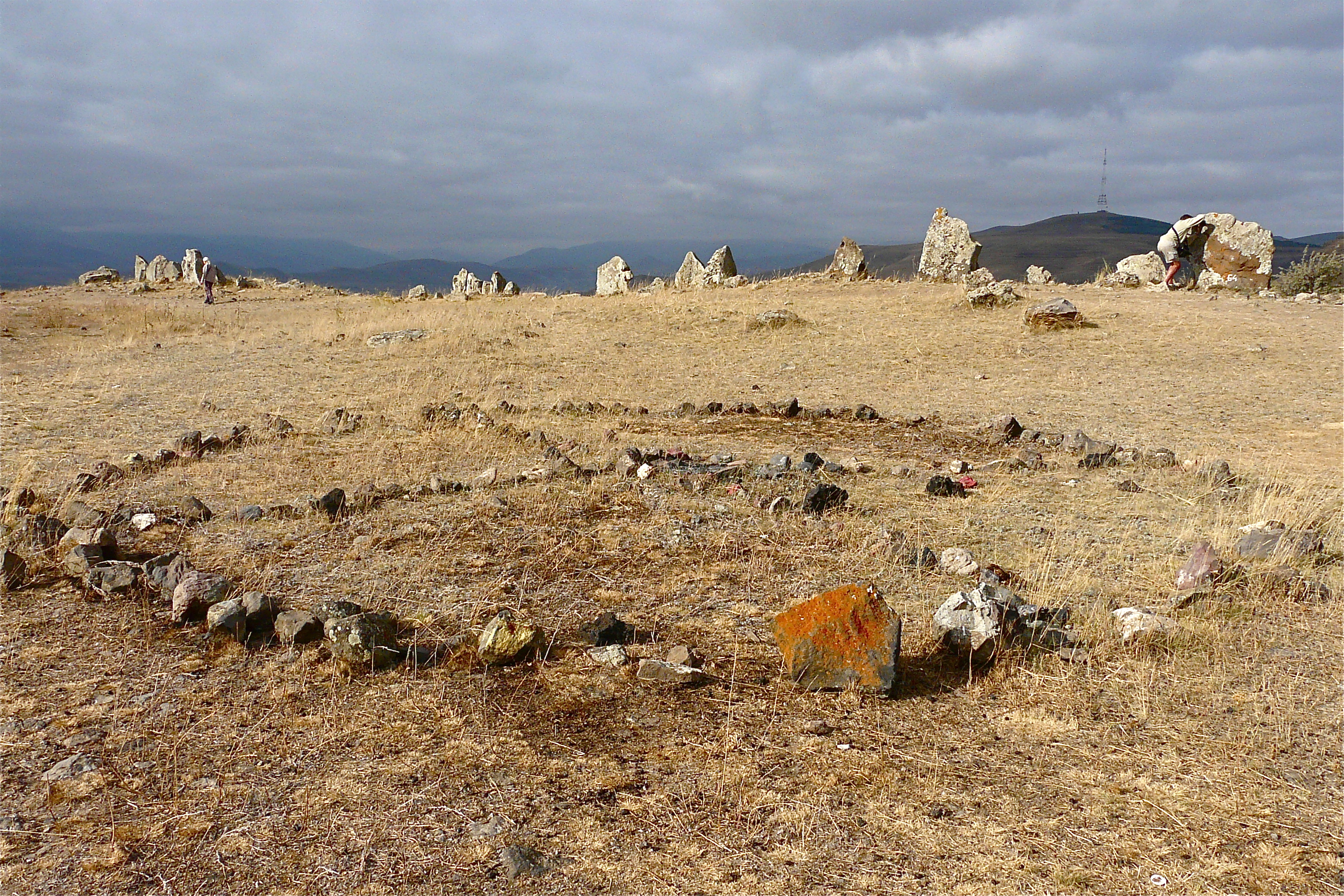
رصدخانه پیشاتاریخی زوراتس-کارر، هزاره سوم تا پنجم پیش از میلاد.